# 伊丽莎白蒂夫卡 (沃兹涅先斯克区)
48°5′35″N 31°38′14″E / 48.09306°N 31.63722°E
伊丽莎白蒂夫卡（烏克蘭語：Єлизаветівка），是烏克蘭南部尼古拉耶夫州沃兹涅先斯克区新马尔伊夫卡市镇的村落。面積2.11平方公里，海拔高度203米，2001年人口310，人口密度每平方公里146.9人。